# Webb’s First Deep Field

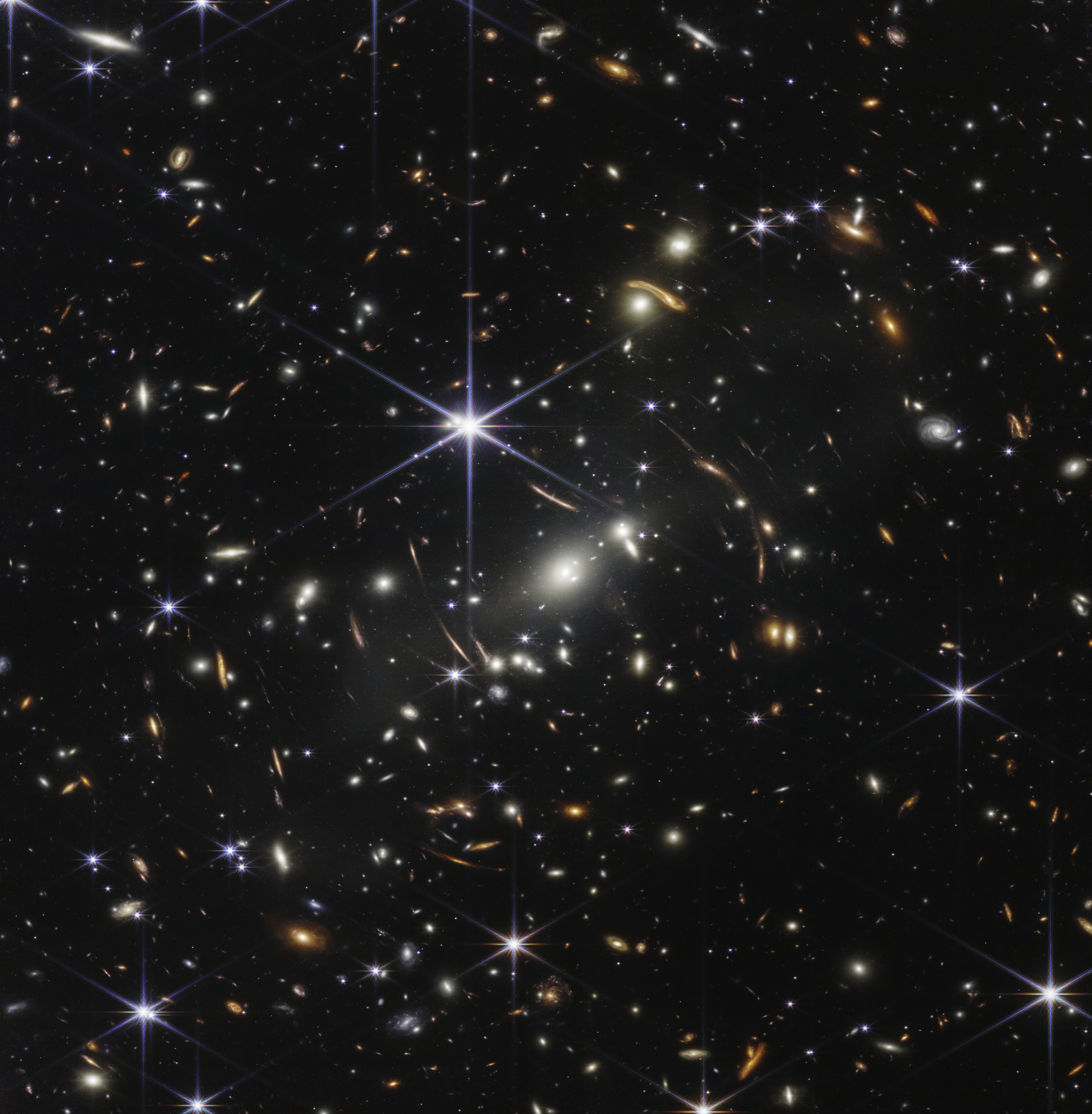
Webb’s First Deep Field

Webb’s First Deep Field («Первое глубокое поле Уэбба») — первое изображение, полученное космическим телескопом «Джеймс Уэбб» и опубликованное 11 июля 2022 года. На нём видно скопление галактик SMACS J0723.3-7327, расположенное на расстоянии 4,6 млрд световых лет. На составном изображении, сделанном камерой ближнего инфракрасного диапазона NIRCam «Джеймса Уэбба», виден участок неба Южного полушария. Его угловые размеры примерно с песчинку, которую держат на расстоянии вытянутой руки. На изображении видны тысячи галактик. Это изображение ранней Вселенной с самым высоким разрешением из когда-либо сделанных.

## Значение
На изображении видна ранняя Вселенная с самым высоким разрешением из когда-либо сделанных.
Webb’s First Deep Field — это первое полноцветное изображение телескопа «Джеймс Уэбб» и, на момент публикации, — инфракрасное изображение Вселенной с самым высоким разрешением. На изображении видны тысячи галактик, многие из которых были обнаружены впервые.
Презентация изображения для публики прошла в Белом доме 11 июля 2022 года.